# Sucesión de empresa
La sucesión de empresa consiste en el cambio de la titularidad de una empresa, de un centro de trabajo o de una unidad productiva autónoma de la misma. Cedente es quien transmite la empresa y cesionario el que la recibe.

## Derecho laboral

### España
La sucesión de empresa no extingue por sí mismo la relación laboral, quedando el nuevo empresario subrogado en los derechos y obligaciones laborales y de Seguridad Social del anterior, incluyendo los compromisos de pensiones, en los términos previstos en su normativa especifica, y, en general, cuantas obligaciones en materia de protección social complementaria hubiere adquirido el cedente.
Sin perjuicio de lo establecido en la legislación de Seguridad Social, el cedente y el cesionario, en las transmisiones que tengan lugar por actos intervivos, responderán solidariamente durante tres años de las obligaciones laborales nacidas con anterioridad a la transmisión y que no hubieran sido satisfechas.
El cedente y el cesionario también responderán solidariamente de las obligaciones nacidas con posterioridad a la transmisión, cuando la cesión fuese declarada delito.

## Sucesión en Empresas Familiares
Cuando el cambio de titularidad se da en una empresa familiar el proceso además de afectar variables patrimoniales y de gestión como en cualquier empresa, afecta las relaciones sociales y familiares de los miembros.
En España se estima que un 33% de las empresas llegan a la segunda generación y en Argentina Niethardt estima que un 60% de las empresas de familia mueren durante este proceso.  
Suárez y Santana definen a la sucesión como un proceso polietápico que afecta a los ámbitos tradicionales de la organización (dirección, gobierno y familia) y comienza antes que los herederos entren en la empresa.
Con respecto al proceso, los autores identifican diversas etapas previas al traspaso, del traspaso en sí mismo, y posteriores al retiro del predecesor.

## Vésase también
- Cesión de derecho
- Cesión de trabajadores
- Estatuto de los trabajadores
- Subcontratación
- Sucesión por causa de muerte